# Burkhard Gantenbein
Burkhard Gantenbein, né le 14 juillet 1912 et mort le 27 août 2007, est un handballeur international suisse.
Il évolue en club au Grasshopper Club de Zurich. Avec l'équipe de Suisse, il participe aux Jeux olympiques de 1936 où il remporte la médaille de bronze.